# Anton Kofler
Anton Kofler (* 6. März 1855 in Wien; † 22. September 1943 in Kartitsch, Tirol) war ein österreichischer deutschnationaler Politiker, Hotelier, Kammer- und Verbandsfunktionär. Er war von 1911 bis 1918 Abgeordneter zum Reichsrat und 1918/19 Mitglied der Provisorischen Nationalversammlung für Deutschösterreich.

## Ausbildung und Beruf
Nach dem Besuch der Volksschule ging er an ein Gymnasium in Brixen und absolvierte danach von 1874 bis 1878 ein Studium der Rechte an der Universität Innsbruck. 1879 wurde er ebendort zum Dr. iur. promoviert. Nach einigen Jahren als Konzipist an der Finanzlandesdirektion Innsbruck wurde er 1887 Sekretär der Handels- und Gewerbekammer in Innsbruck (bis 1918).
Zudem war er ab 1889 Obmann-Stellvertreter des Vereins zur Hebung des Fremdenverkehrs in Nordtirol. Er wirkte 1890 an der Gründung des Tiroler Landesverbands der vereinigten Kur- und Fremdenverkehrsvereine (ab 1892 Landesverband für Fremdenverkehr in Tirol) mit, war ab 1891 dessen Vizepräsident und von 1898 bis 1911 dessen Präsident. Nach dem Ersten Weltkrieg kaufte er das Grand Hotel in Kitzbühel, das er anschließend leitete. Ab 1932 war er Obmann des Tiroler Hotelierverbands.
Die von Kofler zusammen mit dem Maler Josef Tapper (1854–1906) angelegte Kunstgewerbesammlung wurde 1926 vom Land Tirol übernommen und bildete den Grundstock für das 1929 eröffnete Tiroler Volkskunstmuseum.

## Politische Mandate
- 1888–1901: Mitglied des Innsbrucker Gemeinderats
- 1902–1919: Abgeordneter zum Tiroler Landtag (IX., X. und XI. Wahlperiode), Wahlklasse Handels- und Gewerbekammer
- 1911–1918: Abgeordneter des Abgeordnetenhauses im Reichsrat (XII. Legislaturperiode), Wahlbezirk Tirol 3, Deutscher Nationalverband, ab 1917 Deutschnationale Partei
- 21. Oktober 1918 bis 16. Februar 1919: Mitglied der Provisorischen Nationalversammlung, DnP